# إبهام اليد الزنادي الخلقي
إبهام اليد الزنادي الخلقي  هو إبهام الزناد عند الرضع والأطفال الصغار. يمكن ملاحظة اتخاذ الشكل الزنادي أو النقري أو السحبي عند ثني أو تمديد المفصل بين السلاميات (IPJ). في مرحلة لاحقة، لن يستطيع المريض بسط المفصل مع وجود تشوه ثابت في انثناء الإبهام في المفصل بين السلاميات. ما يزال هناك نقاش حول السبب والقصة المرضية والتشخيص والعلاج الموصى به.

## العلامات والأعراض
يوجد إضافة إلى الشكل النقري أو السحبي أو الزنادي للمفصل، عقدة نوتتا المميزة بشكل شائع على الجانب الراحي في المفصل السنعي السلامي (MCP). يمكن الشعور بهذه العقدة عن طريق الجس. قد يُشاهد عند الأطفال أيضًا عدم القدرة على تمديد (أو بسط) الإبهام بنشاط بسبب انحباس العقدة في البكرة العضلية A1. قد يعاني البعض حتى من تشوه انثنائي ثابت في المفصل بين السلاميات، ويصبحون غير قادرين على بسط المفصل.[بحاجة لمصدر]

## السبب
من غير الواضح ما إذا كان سبب إبهام اليد الزنادي خلقيًا أم مكتسبًا. يعد حدوث الإصابة في كلتا اليدين وحدوث الحالة عند كل من طفلَي التوائم مؤشرًا لسبب خلقي. يرتبط إبهام اليد الزنادي عند الأطفال أيضًا بالتثلث الصبغي للكروموسوم 13 (متلازمة باتو). لذلك افترض العلماء تصنيف المرض كحالة خلقية. ولكن، لوحظ وجود المزيد من الأدلة التي تشير إلى السبب المكتسب في الدراسات الحديثة؛ لذلك، يستخدم أيضًا اسم إبهام اليد الزنادي الطفلي على نطاق واسع (ويفضل من قبل البعض حاليًا) لنفس الاضطراب.[بحاجة لمصدر]

## العلاج
يوجد عدة أنواع من علاجات إبهام اليد الزنادي الخلقي المحافظة والجراحية.

### العلاجات المحافظة
يتكون العلاج المحافظ من المراقبة بشكل دوري. تشير الدراسات إلى أن إبهام الزناد يختفي تلقائيًا في غضون 49 شهرًا. بحسب لينغ وزملائه، نسبة الشفاء التلقائي من إبهام اليد الزنادي عند الرضع حوالي 63% من الحالات. لم يلاحَظ وجود تشوهات متبقية أو نكس بمجرد شفاء الحالة. في حال بقاء التشوه سيُعرّف بأنه تشوهات انثناء مستمرة للإبهام وانحراف كعبري في المفصل بين السلاميات في الإبهام. يمكن وصف تمارين التمديد أو التجبير أثناء المراقبة. يوجد نتائج إيجابية عند تطبيق هذين العنصرين في تحسين الضعف في انثناء الإبهام. ومع ذلك، مقارنة بالمراقبة فقط، ما تزال فائدة تمارين التمديد والتجبير غير واضحة.
يوصى بمحاولة تطبيق العلاج المحافظ أولاً، قبل العلاج الجراحي.

### العلاج الجراحي
يجب التفكير في العلاج الجراحي عندما يكون لدى المريض إبهام يد زنادي ثنائي الجانب، وعندما يكون المريض مصابًا بإبهام اليد الزنادي الشديد. تُعرّف الحالة الشديدة أو الحادة على أنها قفل الإبهام بشكل لا يستطيع المريض فيه ثني الإبهام أو تمديده بشكل منفعل أو نشط. يجب أيضًا التفكير في العلاج الجراحي عندما لا تحقق المراقبة و/أو العلاج بالجبيرة نتائج كافية بعد 49 شهرًا. على عكس العلاج الجراحي الذي يُطبق على البالغين، والذي هو بشكل دائم إجراء إطلاق جراحي لبكرة A1 من الإبهام، لم يُؤكد حتى الآن العلاج الجراحي الأمثل للأطفال الرضع. في حالة الرضع، أظهرت الأبحاث أنه في 15% فقط من الحالات يكون إطلاق البكرة A1 وحده كافيًا. في معظم الحالات، كان هناك حاجة لتحرير بكرة حلقية إضافية بعيدًا عن A1 من أجل حدوث التحفيز: هذه البكرة تسمى بالبكرة AV أو البكرة المتغيرة. لذلك، يحتاج الرضع والبالغون إلى علاج مختلف لأن المشكلة الرئيسية مختلفة.[بحاجة لمصدر]

#### الفتح مقابل الجلد
يوجد نوعان من الجراحة: الجراحة المفتوحة المذكورة أعلاه والجراحة عن طريق الجلد. على عكس الجراحة المفتوحة، تُجرى الجراحة عن طريق الجلد بدون تعريض الهياكل التشريحية تحت الجلد. أظهرت الأبحاث أن الجراحة عن طريق الجلد هي بديل جيد للجراحة المفتوحة. تُجرى هذه الجراحة عن طريق الجلد بإبرة يُدخلها الجراح في غلاف العضلة المثنية عند مستوى البكرة A1. قبل إدخال الإبرة، يجب وضع الإبهام بوضعية البسط، بينما يُعاد لوضعية شبه الانثناء عند إدخال الإبرة من أجل تحريكها، ويكون الجلد الراحي متحركًا. بعد ذلك، تُقطع البكرة A1 بالإبرة طوليًا بالتوازي مع ألياف وتر العضلة المثنية الطويلة. عند تحرير البكرة بالإبرة وفقًا للمناورة المحورية، سيزداد احتمال التحرير غير الكامل وتلف العصب القريب. لمنع حدوث ورم دموي وتورم بعد الجراحة، يجب الضغط لمدة 10 دقائق على الأقل بعد العملية. ثبت أيضًا أن الجراحة عن طريق الجلد خالية من التشوهات المتبقية والنكس بعد الجراحة. عندما تكون البكرة A1 سميكة جدًا وطويلة ولا يستطيع الجراح إخراجها مرة واحدة، قد تكون الجراحة المفتوحة هي الحل. تتمثل مزايا الجراحة المفتوحة في أن الجراحة عن طريق الجلد أبسط وأكثر وضوحًا وأقصر مدة. يمكن أيضًا إجراؤها في أي غرفة فحص، على عكس الجراحة المفتوحة، التي تحتاج إلى غرفة العمليات. ومع ذلك، فإن الخطر هو احتمال إصابة العصب الإصبعي للإبهام القريب الأكبر.